# Championnat de Formule 2 2021
Navigation
2020 2022
Le championnat de Formule 2 2021 est la cinquième édition du championnat qui succède aux GP2 Series. Les quatre premières éditions ont été organisées de 2009 à 2012. Comportant 24 courses réparties en 8 manches, il démarre le 26 mars à Sakhir et se termine le 5 décembre à Abou Dabi.

## Repères en début de saison

### Transferts
- Felipe Drugovich quitte MP Motorsport pour UNI-Virtuosi.
- Jüri Vips quitte DAMS pour Hitech Grand Prix.
- Marcus Armstrong quitte ART Grand Prix pour DAMS.
- Dan Ticktum quitte DAMS pour Carlin.
- Roy Nissany quitte Trident Racing pour DAMS.
- Guilherme Samaia quitte Campos Racing pour Charouz Racing System.

### Débutants
- Oscar Piastri champion en titre de Formule 3 FIA, fait ses débuts chez Prema Racing.
- Lirim Zendeli fait ses débuts chez MP Motorsport.
- Liam Lawson fait ses débuts chez Hitech Grand Prix.
- Matteo Nannini fait ses débuts chez HWA Racelab.
- Alessio Deledda fait ses débuts chez HWA Racelab.
- Théo Pourchaire vice-champion en titre de Formule 3 FIA et ayant goûté à la Formule 2 durant deux meetings en 2020 chez HWA Racelab fait ses débuts chez ART Grand Prix.
- Gianluca Petecof, champion en titre de Formule 3 régionale fait ses débuts chez Campos Racing.
- David Beckmann fait ses débuts chez Charouz Racing System.
- Bent Viscaal fait ses débuts chez Trident.
- Richard Verschoor fait ses débuts chez MP Motorsport.
- Enzo Fittipaldi fait ses débuts chez Charouz Racing System à partir de la manche de Monza, en remplacement de David Beckmann.

### Retours
- Ralph Boschung fait son retour après un an d'absence chez Campos Racing.
- Jack Aitken fait son retour chez HWA Racelab à partir de la manche de Monaco en remplacement de Matteo Nannini.

### Départs
- Nikita Mazepin quitte la Formule 2 après deux victoires et cinq podiums pour rejoindre Haas F1 Team ;
- Mick Schumacher quitte la Formule 2 après trois victoires et onze podiums pour rejoindre Haas F1 Team ;
- Yuki Tsunoda quitte la Formule 2 après trois victoires et sept podiums pour rejoindre la Scuderia AlphaTauri ;
- Callum Ilott quitte la Formule 2 après avoir terminé vice-champion en 2020 pour rejoindre la Scuderia Ferrari en tant que pilote essayeur ;
- Giuliano Alesi quitte la Formule 2 après deux saisons, il part au Japon disputer le championnat de Super Formula Lights ;
- Pedro Piquet quitte la Formule 2 après une seule saison pour raisons financières ;
- Sean Gelael, Artem Markelov, Luca Ghiotto et Louis Delétraz quittent la Formule 2, ne pouvant renouveler leurs baquets, le règlement interdisant de faire plus de quatre saisons consécutives dans la catégorie ;

## Écuries et pilotes
Toutes les écuries disposent de châssis Dallara F2/18 équipés de moteurs Mecachrome V6 et chaussés de pneumatiques Pirelli 18 pouces.
| Équipe                | N° | Pilote              | Manches |
| --------------------- | -- | ------------------- | ------- |
| Prema Racing          | 1  | Robert Shwartzman   | Toutes  |
| Prema Racing          | 2  | Oscar Piastri       | Toutes  |
| UNI-Virtuosi          | 3  | Guanyu Zhou         | Toutes  |
| UNI-Virtuosi          | 4  | Felipe Drugovich    | Toutes  |
| Carlin                | 5  | Dan Ticktum         | Toutes  |
| Carlin                | 6  | Jehan Daruvala      | Toutes  |
| Hitech Grand Prix     | 7  | Liam Lawson         | Toutes  |
| Hitech Grand Prix     | 8  | Jüri Vips           | Toutes  |
| ART Grand Prix        | 9  | Christian Lundgaard | Toutes  |
| ART Grand Prix        | 10 | Théo Pourchaire     | Toutes  |
| MP Motorsport         | 11 | Richard Verschoor   | 1-6     |
| MP Motorsport         | 11 | Jack Doohan         | 7-8     |
| MP Motorsport         | 12 | Lirim Zendeli       | 1-6     |
| MP Motorsport         | 12 | Clément Novalak     | 7-8     |
| Charouz Racing System | 14 | David Beckmann      | 1-4     |
| Charouz Racing System | 14 | Enzo Fittipaldi     | 5-7     |
| Charouz Racing System | 14 | Richard Verschoor   | 8       |
| Charouz Racing System | 15 | Guilherme Samaia    | Toutes  |
| DAMS                  | 16 | Roy Nissany         | Toutes  |
| DAMS                  | 17 | Marcus Armstrong    | Toutes  |
| Campos Racing         | 20 | Gianluca Petecof    | 1-2     |
| Campos Racing         | 20 | Matteo Nannini      | 3-4     |
| Campos Racing         | 20 | David Beckmann      | 5-6     |
| Campos Racing         | 20 | Olli Caldwell       | 7-8     |
| Campos Racing         | 21 | Ralph Boschung      | Toutes  |
| HWA Racelab           | 22 | Matteo Nannini      | 1       |
| HWA Racelab           | 22 | Jack Aitken         | 2-4     |
| HWA Racelab           | 22 | Jake Hughes         | 5-6, 8  |
| HWA Racelab           | 22 | Logan Sargeant      | 7       |
| HWA Racelab           | 23 | Alessio Deledda     | Toutes  |
| Trident               | 24 | Bent Viscaal        | Toutes  |
| Trident               | 25 | Marino Sato         | Toutes  |

## Résultats des tests de pré-saison
| Date    | Lieu            | Circuit                         | Pilote le plus rapide | Équipe                | Tour le plus rapide |
| ------- | --------------- | ------------------------------- | --------------------- | --------------------- | ------------------- |
| 8 mars  | Manama, Bahreïn | Circuit international de Sakhir | David Beckmann        | Charouz Racing System | 1 min 42 s 844      |
| 9 mars  | Manama, Bahreïn | Circuit international de Sakhir | Christian Lundgaard   | ART Grand Prix        | 1 min 41 s 697      |
| 10 mars | Manama, Bahreïn | Circuit international de Sakhir | Marcus Armstrong      | DAMS                  | 1 min 42 s 173      |

## Calendrier
| no | Date            | Grand Prix                    | Lieu        |
| -- | --------------- | ----------------------------- | ----------- |
| 1  | 26-28 mars      | Grand Prix de Bahreïn         | Sakhir      |
| 2  | 20-22 mai       | Grand Prix de Monaco          | Monaco      |
| 3  | 4-6 juin        | Grand Prix d'Azerbaïdjan      | Bakou       |
| 4  | 16-18 juillet   | Grand Prix de Grande-Bretagne | Silverstone |
| 5  | 10-12 septembre | Grand Prix d'Italie           | Monza       |
| 6  | 24-26 septembre | Grand Prix de Russie          | Sotchi      |
| 7  | 3-5 décembre    | Grand Prix d'Arabie saoudite  | Djeddah     |
| 8  | 10-12 décembre  | Grand Prix d'Abou Dabi        | Yas Marina  |

## Résultats
| Manche | Manche | Circuit     | Pole position   | Meilleur tour                                           | Pilote vainqueur                                        | Écurie gagnante                                         |
| ------ | ------ | ----------- | --------------- | ------------------------------------------------------- | ------------------------------------------------------- | ------------------------------------------------------- |
| 1      | S1     | Sakhir      |                 | Lirim Zendeli                                           | Liam Lawson                                             | Hitech Grand Prix                                       |
| 1      | S2     | Sakhir      |                 | Ralph Boschung                                          | Oscar Piastri                                           | Prema Racing                                            |
| 1      | C      | Sakhir      | Guanyu Zhou     | Robert Shwartzman                                       | Guanyu Zhou                                             | UNI-Virtuosi Racing                                     |
| 2      | S1     | Monaco      |                 | Jüri Vips                                               | Guanyu Zhou                                             | UNI-Virtuosi Racing                                     |
| 2      | S2     | Monaco      |                 | Robert Shwartzman                                       | Dan Ticktum                                             | Carlin                                                  |
| 2      | C      | Monaco      | Théo Pourchaire | Guanyu Zhou                                             | Théo Pourchaire                                         | ART Grand Prix                                          |
| 3      | S1     | Bakou       |                 | Théo Pourchaire                                         | Robert Shwartzman                                       | Prema Racing                                            |
| 3      | S2     | Bakou       |                 | Oscar Piastri                                           | Jüri Vips                                               | Hitech Grand Prix                                       |
| 3      | C      | Bakou       | Liam Lawson     | Dan Ticktum                                             | Jüri Vips                                               | Hitech Grand Prix                                       |
| 4      | S1     | Silverstone |                 | Oscar Piastri                                           | Robert Shwartzman                                       | Prema Racing                                            |
| 4      | S2     | Silverstone |                 | Oscar Piastri                                           | Richard Verschoor                                       | MP Motorsport                                           |
| 4      | C      | Silverstone | Oscar Piastri   | Jehan Daruvala                                          | Guanyu Zhou                                             | UNI-Virtuosi Racing                                     |
| 5      | S1     | Monza       |                 | Théo Pourchaire                                         | Théo Pourchaire                                         | ART Grand Prix                                          |
| 5      | S2     | Monza       |                 | Théo Pourchaire                                         | Jehan Daruvala                                          | Carlin                                                  |
| 5      | C      | Monza       | Oscar Piastri   | Liam Lawson                                             | Oscar Piastri                                           | Prema Racing                                            |
| 6      | S1     | Sotchi      |                 | Théo Pourchaire                                         | Dan Ticktum                                             | Carlin                                                  |
| 6      | S2     | Sotchi      |                 | Course annulée en raison des conditions météorologiques | Course annulée en raison des conditions météorologiques | Course annulée en raison des conditions météorologiques |
| 6      | C      | Sotchi      | Oscar Piastri   | Liam Lawson                                             | Oscar Piastri                                           | Prema Racing                                            |
| 7      | S1     | Djeddah     |                 | Robert Shwartzman                                       | Marcus Armstrong                                        | DAMS                                                    |
| 7      | S2     | Djeddah     |                 | Oscar Piastri                                           | Oscar Piastri                                           | Prema Racing                                            |
| 7      | C      | Djeddah     | Oscar Piastri   | Oscar Piastri                                           | Oscar Piastri                                           | Prema Racing                                            |
| 8      | S1     | Yas Marina  |                 | Olli Caldwell                                           | Jehan Daruvala                                          | Carlin                                                  |
| 8      | S2     | Yas Marina  |                 | Roy Nissany                                             | Guanyu Zhou                                             | UNI-Virtuosi Racing                                     |
| 8      | C      | Yas Marina  | Oscar Piastri   | Théo Pourchaire                                         | Oscar Piastri                                           | Prema Racing                                            |

## Classements

### Système de points
Les points de la course principale sont attribués aux 10 premiers pilotes classés, tandis que les points des courses sprint sont attribués aux 8 premiers pilotes classés. La pole position de la course principale rapporte 4 points, et dans chaque course, 2 points sont attribués pour le meilleur tour en course réalisé par un pilote finissant dans le top 10. Ce système d'attribution des points est utilisé pour chaque manche du championnat.
Les qualifications déterminent l'ordre de départ de la course principale (course 3). L'ordre de départ de la course 1 est déterminé selon l'ordre des qualifications avec les dix premiers pilotes inversés. L'ordre de départ de la course 2 est déterminé selon l'ordre d'arrivée de la course 1 avec les dix premiers pilotes inversés. 
Course principale :
| Position | 1er | 2e | 3e | 4e | 5e | 6e | 7e | 8e | 9e | 10e | Pole | MT |
| Points   | 25  | 18 | 15 | 12 | 10 | 8  | 6  | 4  | 2  | 1   | 4    | 2  |

Course sprint :
| Position | 1er | 2e | 3e | 4e | 5e | 6e | 7e | 8e | MT |
| Points   | 15  | 12 | 10 | 8  | 6  | 4  | 2  | 1  | 2  |